# 이봉의
이봉의(李鳳儀, 1839년 음력 2월 14일 ~ 1919년 3월 13일)는 조선 말기의 무신, 관료이자 대한제국의 무신, 군인으로 본관은 전주이며 초명은 지겸(志謙), 자는 선익(善翼), 호는 송부(松阜)이다. 1854년(철종 5년) 음보로 선전관에 임명된 뒤 지방관으로 재직 중 무과 급제 후 훈련대장, 어영대장, 포도대장 등을 지내고 돈령부판사에 이르렀으며 군직으로는 육군 참장과 육군 부장 등을 역임하였다. 완성군에 봉군되었다.
일제강점기에 조선귀족 작위를 받았다. 그러나 그가 병석에 누워있고 아들이 그의 친구 한규설에게 찾아가 한일병탄 때 주는 관작을 받아야 되느냐고 물었을 때, 나라에서 주는 것이니 그냥 받으라 하고, 자신은 작위를 사퇴하였다. 이 일로 한규설 집안과 절교하게 된다.
2002년 발표된 친일파 708인 명단과 2008년 민족문제연구소에서 친일인명사전에 수록하기 위해 정리한 친일인명사전 수록예정자 명단에 선정되었고, 2006년 친일반민족행위진상규명위원회가 발표한 일제강점기 초기의 친일반민족행위 106인 명단에 수록되었으나, 1946년 대한민국 임시정부의 김승학이 선정한 반민족행위자 명단에는 수록되지 않았다.
그러나 해공 신익희는 1910년 한일 합방 당시 이봉의는 혼수상태에 있었다고 증언하여 그의 친일행위 여부는 불투명하다.

## 생애

### 생애 초반

#### 출생과 가계
이봉의는 1839년 음력 2월 14일 증 이조판서에 추증된 이태순(李泰純)과 부인 연일정씨의 아들로 전라남도 영광군 대마면 섬암에서 태어났다(서울출신이라고함 수정바람). 처음 이름은 지겸(志謙)인데 뒤에 이경우의 양자로 가면서 이름을 봉의(鳳儀)로 개명하였다.
원래는 왕족의 후손으로, 태종의 차남 효령대군의 후손이다. 보성군의 15대손으로 보성군의 손자 여양군의 아들인 전성군 대의 12대손이었다. 5대조는 기장현감 이중철(李重喆)이고, 증조부는 흥해군수를 지낸 이득강(李得江)이다. 어머니 증 정경부인 연일정씨로 진사 증 사헌부지평 정예환(鄭禮煥)의 딸이다.
효령대군의 후손이었으나, 그의 생가는 몰락하여 전라남도로 낙향했다. 후에 우연한 기회에 친군별영사(親軍別營使)를 지낸 이경우(李景宇)가 영광군으로 내려왔는데 아들이 없다는 소식을 듣고 그의 생부는 자신의 아들들 중 한 사람인 이봉의를 양자로 보냈다.
첫 부인은 정경부인 반남박씨로 선공감감역 박종안(朴宗顔)의 딸이었는데 사별하고 강릉김씨 참봉 김연식(金演植)의 딸과 재혼하였다.

#### 양자 입양
유년 시절 그는 고종 때 친군별영사(親軍別營使)를 지낸 이경우(李景宇)의 양자가 되었다. 양아버지가 총어사를 지낸 무인 집안에 입적되었다. .전라남도 영광군에 정착한 몰락 왕족의 후손이었지만 그의 형과 그 중 이봉의가 그를 양자로 낙점하면서 서울로 상경한다.(한국민족대백과- 서울출신이라고 나옴 수정요망)
양아버지 이경우의 집안은 대대로 고위 무관 벼슬을 지낸 가문으로 소론 무반의 집으로 5대 동안 6명의 대장을 배출한 명문가였다. 1854년(철종 5) 특별 천거로 선전관에 임명된 다음 순천군수, 남양부사, 창성부사 등을 지냈다. 그 뒤 무과에 급제하였다.

### 관료 생활

#### 관료 생활 초반
여러 벼슬을 거쳐 1869년(고종 6) 양주목사로 부임했다. 1869년(고종 6년) 9월 효령대군의 후손이라 하여 흥선대원군이 특별히 승진시켜 오위도총부 부총관에 임명되었다. 그러나 흥선대원군 실각 후 숙청되지 않고 1877년 4월 경기도 수군절도사로 나갔다가 1879년(고종 16) 12월 충청도 병마절도사로 부임하였다. 1883년(고종 20) 5월 좌변 포도대장을 거쳐 1885년(고종 22) 3월 한성부 판사를 거쳐 한성부 판윤으로 발탁되었다. 1889년 5월 다시 한성부 판윤이 되었다.
1891년(고종 28) 수릉산릉친제(綏陵山陵親祭) 때 별군직을 맡아 가자되고, 1892년 우변 포도대장이 되었다.
1893년(고종 30년) 한규설(韓圭卨)의 후임으로 포도청 우포도대장이 되었고, 1894년 7월 형조판서에 임명되고, 경무사, 다시 한성부 판윤에 임명되었다.

#### 김홍집 내각 시절
1894년 제1차 김홍집 내각(金弘集內閣)에서 총어사 겸경리사(摠禦使兼經理使)에 임명되었다. 이후 1902년 12월까지 여러 번 경무사에 임명되었다. 그 뒤 훈련대장, 어영대장, 포도대장 등을 지내고 1896년 5월 대한제국 중추원 1등 의관(一等議官) 칙임관(勅任官) 2등을 거쳐 그해 9월 강원도관찰사 겸 강원도재판소 판사에 임명되었다.
1897년(건양 1년) 경무사(警務使) 등을 역임하였다. 그 뒤 승정원승지가 되었다가 명성황후 국장 인산시 배왕대장(陪往大將)으로 차출되었고 궁내부 특진관 때 서훈 4등에 올라 8괘장(八卦章)을 받았다. 1898년(광무 1년) 1월 궁내부 특진관에 임명되었다. 돈령부판사에 이르렀으며 완성군에 봉군되었다. 1898년 이어서 우의정, 좌의정 등을 역임하였다.

#### 대한제국 시절
1901년 11월 대한제국 국군 헌병 사령관에 임명되었고, 1902년 9월 다시 경무사에 임명된 뒤 대한제국 육군 참장으로 승진했다. 그해 11월 다시 헌병 사령관에 재임명되었다.
1903년 3월 대한제국 원수부 회계국 총장을 거쳐, 그해 5월 대한제국 육군 부장(陸軍副將)이 되어 이완용 내각(李完用內閣)에서 군부대신을 지냈다. 그해 7월 군부대신으로 원수부 군무국 총장을 겸임하고, 11월 행의정부 찬정이 되었다. 그 뒤 호위대 총관을 거쳐 1904년 2월 원수부 검사국 총장에 임명되었다. 1906년 돈령원판사(敦寧院判事)에 임명된 뒤 태의원경(太醫院卿)이 되어 훈3등 태극장을 받았으며, 그해 9월 다시 돈령원판사에 올라 칙임관 1등이 되었다.
1907년 9월 군대 해산으로 육군 부장으로 퇴역하였다.
1908년(융희 2년) 2월 한국통감부가 조선 유림들을 회유하기 위해 한국통감 이토 히로부미의 후원하에 조직된 대동학회(大東學會)의 회원이 되었다. 그러나 병으로 쓰러져 활동하지 못하고 집에 누워 있었다. 1910년(융희 4년) 10월 그는 병석에 누워 혼수상태였는데, 이후 9년간 병석에 누워 있다가 1919년에 사망한다.

### 혼수상태와 최후
한일 병합 조약 이후 1911년 1월 아들 이기원이 일본 정부로부터 남작 작위와 2만 5천원의 은사공채를 수령하였다. 그의 작위는 아들인 이기원이 습작했다. 그해 2월 조선총독부 총독 관저에서 열린 작기본서봉수식에는 부축을 받고 행사에 참석하고 되돌아왔다. 이후 계속 병석에 누워 있었다.
그러나 이후 그는 병석에서 의식불명상태로 9년간 있다 사망하였으므로 친일행위 여부로 단정짓기 어렵다. 1912년 한국병합기념장을 수여받았다. 1912년 8월 한국병합기념장을 받았고, 12월 정5위에 서훈되었다.
1915년 7월 조선총독부의 주도하에 식민지배를 정당화하고 시정사업을 선전하기 위한 총독부 시정 5주년 기념 조선물산공진회 경성협찬회가 개최되자 특별회원의 명단에 올랐다. 그해 11월 다이쇼 천황 즉위식에는 병으로 불참하였으나 다이쇼 천황 즉위기념대례기념장을 특별히 수여받았다. 1919년 3월 13일 경성부 자택에서 사망했다.

### 사후
묘소는 서울특별시 도봉구 도봉동에 있다. 이우규는 신익희의 종손이자 비서인 신창현의 처가 쪽 친척이자, 외가 쪽으로는 8촌 이내의 근친이었다. 따라서 그의 집안이 한일병합 때 작위를 받은 집안이었는데도, 신익희는 그 집안의 행사에 참석, 이혜재 부부의 결혼식에는 직접 주례를 봐주기도 했다.
그의 후손들은 작위를 습작받았으나 1946년 대한민국 임시정부의 김승학이 선정한 반민족행위자 명단에는 수록되지 않았다.
2002년 발표된 친일파 708인 명단과 2008년 민족문제연구소에서 친일인명사전에 수록하기 위해 정리한 친일인명사전 수록예정자 명단에 선정되었고, 2006년 친일반민족행위진상규명위원회가 발표한 일제강점기 초기의 친일반민족행위 106인 명단에도 포함되었다.
그러나 신익희는 후일 그가 한일 합방 당시 혼수상태에 있었다고 진술하여, 논란의 여지가 있다.

## 가족 관계
- 친 아버지 : 이태순(李泰純)
- 친 어머니 : 연일정씨, 진사 증 사헌부지평 정예환(鄭禮煥)의 딸
  - 형 : 이원의(李瑗儀, 1834년 ~ 1896년)
  - 형수 : 장흥고씨, 고학진(高學鎭)의 딸
- 양 아버지 : 이경우(李景宇)
- 부인 : 반남박씨, 선공감감역 박종안(朴宗顔)의 딸
- 부인 : 강릉김씨, 참봉 김연식(金演植)의 딸
  - 아들 : 이기원(李起元, 1880 ~ 1937)
    - 손자 : 이강식(李康軾, 1909 ~ 1939)
- 사돈 : 신익희(申翼熙, 1892년 ~ 1956년)

## 기타
신익희는 자신이 그 집 내력을 비교적 소상히 알고 있다. 고 증언한 바 있다.
이봉의의 아들 이기원은 보인계(輔仁契)의 회원. 으로, 보인계는 한성의 양반집 자제들이 만든 모임이었고, 신익희와 그의 조카 신정균도 보인계의 회원이었다.

### 한규설 가문과의 관계
한규설의 가문과 이봉의의 가문은 대대로 친분관계를 쌓고, 가까이 지내다가 한일합방 이후 작위를 받는 문제를 놓고 원수가 된다.
이봉의 집안과 당대 한성부의 양반집에 대한 내력을 알던 신익희는 후일 증언하였다.
"포,훈,영(어영),금 등 각청 대장을 역임하고 승지 판돈녕에 군호까지 받았을테니까 일본이 한국을 강제로 합병한 뒤에는 논공갱항을 하는 마당에 이봉의는 당연직 해당자 가 된 셈이다.
일본 총독이 수작(受爵) 승인서를 내밀고 도장 찍기를 강요하니까 그 아들 이직각(李直閣, 이봉의의 아들 이기원은 규장각 직각이었다.)이 한규설을 찾아가서 어찌하면 좋을까 하고 문의하였다.
그 아버지 이봉의가 우포장(右捕將)으로 있을 때 한규설은 좌포장(右捕將)으로 있었을 뿐만 아니라 두 분 사이는 막역한 친분이 있었다. 그런 까닭에 찾아가 만나게 되면 '제 엄친께서는 환후중에 계시고 제가 이 일(일본이 작위 주는 일)을 판단해야 하겠는데, 어찌해야 할 지 판단이 잘 서지 않아서 이렇게 와 뵙고 어떻게 해야 옳을지 여쭙는 터이오니 하교해 주십시오'라고 이야기했다. 그러니까 을사 5조약 늑체 때 끝까지 반대했던 참정대신 한규설이 서슴지 않고 '받으라는 것 받게 그려'하였다. 그래서 마음에 내키지 않는 것을 존장 어른의 말씀도 있고 하여 마지 못해 도장 찍고 작을 받았다. 그런데 나중에 나온 발표를 보니까 그분 한규설씨는 수작을 끝내 거부하였다. 그래서 두 집사이에 그로부터 척지고 원한을 품은 채 반목하는 사이가 되었다.
한규설의 가문과 이봉의의 가문은 대대로 친분관계를 쌓고, 가까이 지냈지만 이 일로 훗날 이봉의 후손들은 절교를 선언하고, 이봉의 집안과 원수가 된다.

## 참고자료
- 신창현, 《내가 모신 해공 신익희 선생》 (해공신익희선생기념회, 1989)
- 친일반민족행위진상규명위원회 (2006년 12월). 〈이봉의〉 (PDF). 《2006년도 조사보고서 II - 친일반민족행위결정이유서》. 서울. 283~288쪽쪽. 발간등록번호 11-1560010-0000002-10. 2007년 10월 8일에 원본 문서 (PDF)에서 보존된 문서. 2007년 6월 21일에 확인함.

## 같이 보기
| - 효령대군 - 법성포 - 영광군 - 한규설 - 이기원 - 신익희 - 신창현 - 신정균 - 신하균 | - 경무사 - 보성군 - 윤웅렬 - 이자겸 |